# Scopula obliquiscripta
Scopula obliquiscripta là một loài bướm đêm trong họ Geometridae.